# Opoboa schutzei
Opoboa schutzei är en fjärilsart som beskrevs av Günter Theodor Tessmann 1921. Opoboa schutzei ingår i släktet Opoboa och familjen tofsspinnare. Inga underarter finns listade i Catalogue of Life.